# Batalha de Mărăşeşti

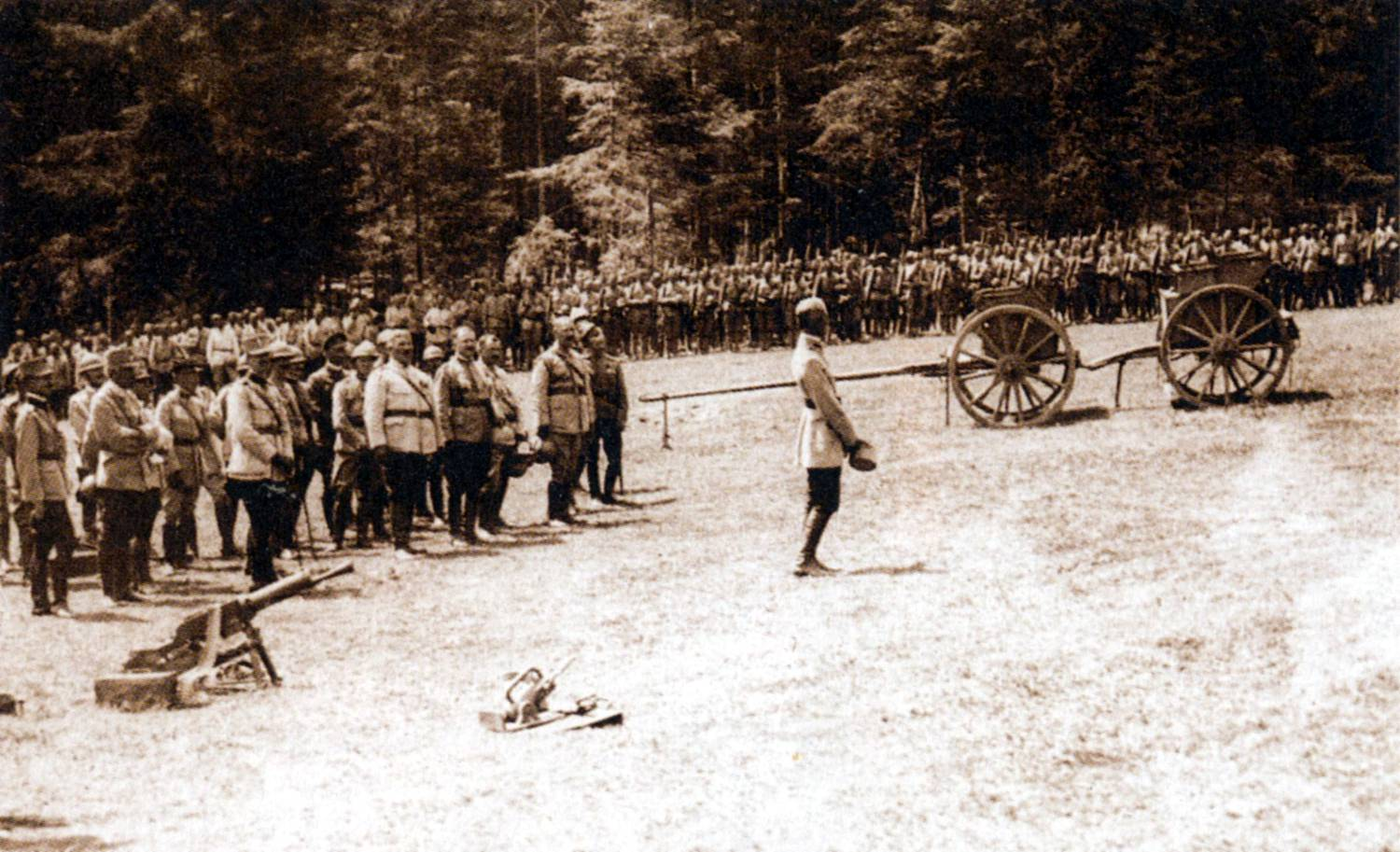
Tropas da Romênia em Mărăşeşti em 1917.

A Batalha de Mărăşeşti (6 de agosto de 1917 - 8 de setembro de 1917) foi a última grande batalha entre o Império Alemão e o Reino da Romênia na frente romena durante a Primeira Guerra Mundial. A Romênia foi ocupada principalmente pelos Poderes Centrais, mas esta batalha manteve a região nordeste do país livre da ocupação.
Esta foi a batalha mais importante já travada pelo exército romeno, uma vez que conseguiu impedir completamente a pretendida invasão de Mackensen à Moldávia. Mackensen interrompeu o ataque em 3 de setembro para transferir tropas para a frente italiana. Os alemães avançaram 6–7 km (3,7-4,3 milhas) ao longo de uma frente de 30 km (18,6 milhas), mas com grande custo e sem atingir nenhum dos objetivos principais. As baixas alemãs (mortos, feridos e desaparecidos) somaram cerca de 60 000 homens, enquanto as vítimas romenas chegaram a 27 000.